# Tirunelveli
Tirunelveli é uma panchayat (vila) no distrito de Tirunelveli, no estado indiano de Tamil Nadu.